# Campionat d'Espanya de motocròs 1993
La temporada de 1993 del Campionat d'Espanya de motocròs fou la 35a edició d'aquest campionat, organitzat per la Reial Federació Motociclista Espanyola.

## Classificació final

### 125cc
| Posició | Pilot            | Motocicleta | Punts |
| ------- | ---------------- | ----------- | ----- |
| 1       | Abel Bernárdez   | Yamaha      | ?     |
| 2       | Moisés Bernárdez | ?           | ?     |
| 3       | Josep Alonso     | Honda       | ?     |
| 4       | ?                | ?           | ?     |
| 5       | ?                | ?           | ?     |
| 6       | ?                | ?           | ?     |
| 7       | ?                | ?           | ?     |
| 8       | ?                | ?           | ?     |
| 9       | ?                | ?           | ?     |
| 10      | ?                | ?           | ?     |

### 250cc
| Posició | Pilot           | Motocicleta | Punts |
| ------- | --------------- | ----------- | ----- |
| 1       | Josep Alonso    | Honda       | ?     |
| 2       | David Avilés    | ?           | ?     |
| 3       | Mattias Nilsson | ?           | ?     |
| 4       | ?               | ?           | ?     |
| 5       | ?               | ?           | ?     |
| 6       | ?               | ?           | ?     |
| 7       | ?               | ?           | ?     |
| 8       | ?               | ?           | ?     |
| 9       | ?               | ?           | ?     |
| 10      | ?               | ?           | ?     |

## Categories inferiors
Font:
| Campionat           | Guanyador            | Motocicleta |
| ------------------- | -------------------- | ----------- |
| Júnior 250cc        | Roberto Rodríguez    | Honda       |
| Trofeu Júnior 125cc | José Joaquín Latorre | Yamaha      |
| Juvenil-B 80cc      | Aarón Bernárdez      | Kawasaki    |
| Juvenil-A 80cc      | Antonio Paricio      | Yamaha      |
| Trofeu Alevins 60cc | Joan Barreda         | Kawasaki    |